# Serenomyces phoenicis
Serenomyces phoenicis är en svampart som först beskrevs av Leon Louis Rolland, och fick sitt nu gällande namn av E. Müll. & S. Ahmad 1962. Serenomyces phoenicis ingår i släktet Serenomyces och familjen Phaeochoraceae.   Inga underarter finns listade i Catalogue of Life.